# شوالیه‌های جادویی
شوالیه‌های جادویی ری‌اِرث (魔法騎士レイアース Majikku Naito Reiāsu) یک مجموعه مانگای ژاپنی که توسط مانگاکاهای زن کلمپ نوشته شده است و شامل ۶ جلد مانگا، ۴۹ قسمت مجموعه تلویزیونی انیمه در دو فصل و همچنین اووی‌ای می‌باشد. سری مانگا ابتدا در نسخه‌های نوامبر ۱۹۹۳ تا فوریه ۱۹۹۵ مجلهٔ ناکایوشی توسط انتشارات کودانشا به تعداد سه تانکوبون به چاپ رسید. دنباله این سری در همان مجله مانگا از مارس ۱۹۹۵ الی آوریل ۱۹۹۶ در سه جلد منتشر شد. این سری به انگلیسی و بسیاری از زبان‌های دیگر ترجمه شده است.
ری‌ارث ترکیبی از سبک‌های دختر جادویی و انیمه مکا و خیال‌پردازی فرضیه چندجهانی است. داستان مجموعه دربارهٔ سه دختر سال هشتم به نام‌های هیکارو، اومی و فو می‌باشد که به یکباره خود را از زمان حال ژاپن در دنیایی جادویی میابند، جایی که آن‌ها مأموریت نجات شاهدخت را به عهده می‌گیرند.